# Петрівський (заказник)
Петрівський — орнітологічний заказник місцевого значення. Об'єкт розташований на території Петрівського району Кіровоградської області, смт Петрово, с. Богданівка.
Площа — 397 га, статус отриманий у 2000 році.